# Francesco Melzi d'Eril
Francesco Melzi d'Eril (Milano, 6 marzo 1753 – Milano, 16 gennaio 1816) è stato un nobile e politico italiano durante l'epoca napoleonica, Vicepresidente della Repubblica Italiana dal 1802 alla trasformazione della stessa in Regno d'Italia ad opera di Napoleone (1805).

## Biografia

### Nascita e studi giovanili
Figlio di Gaspare, conte di Magenta, e Marianna Teresa d'Eril, nobildonna spagnola, Francesco Melzi d'Eril nacque in una numerosa famiglia (erano in nove tra fratelli e sorelle) del patriziato milanese, ossia l'aristocrazia lombarda (la prestigiosa famiglia dei Melzi d'Eril aveva dato i natali anche a Francesco Melzi, erede di Leonardo da Vinci e suo più fidato collaboratore).
La situazione economica familiare era, in quel momento, tuttavia, precaria, in primis per il comportamento del nonno paterno Francesco Saverio Melzi che, durante la Guerra di successione austriaca, si era schierato con gli spagnoli, subendo gravi conseguenze quando l'imperatrice Maria Teresa riacquistò i propri dominii milanesi. A comprova dello stato disastrato delle finanze familiari, egli nacque in casa dello zio paterno Giacomo, perché l'abitazione del padre era stata sequestrata dai creditori.
Fu sempre grazie allo zio Giacomo che poté studiare presso i gesuiti, dapprima al collegio dei Nobili a Brera e poi alle Scuole Palatine, dove conobbe lo scienziato Ruggero Giuseppe Boscovich, al quale rimase sempre legato da profonda amicizia. Nel 1773 l'imperatore Giuseppe II, nell'ambito della sua politica illuministica, tolse alla scuole religiose la possibilità di concedere titoli di laurea. Fu probabilmente questo il motivo per il quale il Melzi non ottenne mai un titolo di studio.

### Le prime esperienze politiche
Mosso anche dalla sua passione per il gioco, il Melzi, nei rinomati salotti della Milano della seconda metà del XVIII secolo,venne in contatto con gli esponenti più importanti dell'illuminismo lombardo e del mondo delle lettere dell'epoca: Pietro Verri, Cesare Beccaria, Giuseppe Parini e Ippolito Pindemonte.
A quest'epoca risalgono anche una serie di suoi viaggi per l'Europa dove poté toccare con mano i risultati delle diverse politiche applicate dai sovrani dell'epoca esponenti dell'illuminismo assolutistico, nonché sperimentare l'efficienza del parlamentarismo inglese.
Egli si avvicinò quindi progressivamente a posizioni di cauto liberalismo che gli fecero guardare con simpatia i primi anni della Rivoluzione francese. Egli non condivise tuttavia il progressivo radicalizzarsi della stessa e in specialmodo la politica viepiù antireligiosa praticata in Francia, in particolare, nel periodo detto della Convenzione.

### La discesa di Napoleone in Italia

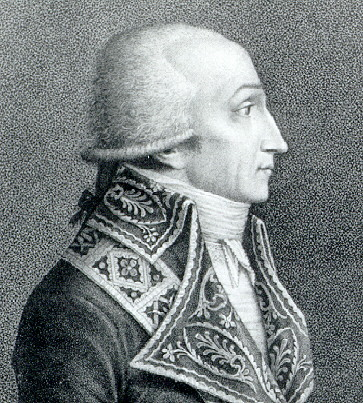
Profilo di Francesco Melzi d'Eril.

Un'evoluzione simile il Melzi l'avrebbe vissuta a seguito della Campagna napoleonica d'Italia. Egli accolse con favore l'arrivo a Milano di Napoleone e, dopo essere stato membro del comitato delle finanze, alla nascita della Repubblica Cisalpina ne divenne rapidamente il maggiore esponente politico, venendo nominato deputato. Quando però, da un lato i settori più radicali presero il sopravvento e, dall'altro, si rese conto che Napoleone non intendeva dare seguito alle aspirazioni unitarie degli italiani, egli si ritirò a vita privata, lasciando l'Italia. Ma fu per poco.
Dopo la sconfitta dei francesi nel 1799, il ritorno delle armate austro-russe e la rivincita francese con il trionfo di Marengo nel 1800, Melzi venne inviato in Francia per discutere il nuovo equilibrio politico da dare all'Italia. Alla fondazione della Repubblica Italiana nel 1802 con Napoleone capo dello Stato, egli ne venne nominato vicepresidente.
Ampio fu il contributo di Melzi durante il triennio repubblicano, in particolare a favore di una reale autonomia della Repubblica italiana. A lui sono ascrivibili, nello specifico, l'ammodernamento dell'amministrazione con l'apertura degli incarichi pubblici a tutti i cittadini senza differenze di censo, il concordato del 1803 e l'avvio di una serie di importanti opere pubbliche.
Nel 1805 Napoleone, divenuto Imperatore di Francia, trasformò tuttavia la Repubblica in Regno, del quale si incoronò re il 26 maggio 1805 a Milano (alla cerimonia di incoronazione partecipò anche il Melzi). Autonominatosi Re d'Italia, Napoleone affidò l'incarico di Viceré a Eugenio di Beauharnais.
A quel punto non vi era più spazio per il Melzi, il quale non avrebbe più ricoperto incarichi ufficiali. Napoleone - che Melzi si era sempre rifiutato di incensare - non gli negò tuttavia la nomina a duca di Lodi. Nel primo decennio dell'Ottocento il Melzi trascorse molto tempo nella sua tenuta a Correzzola, nel padovano. Melzi continuò comunque a battersi affinché, anche negli ultimi anni fino alla morte, venisse concessa per una vera autonomia del proprio Paese.

### Il ritorno degli austriaci
Il destino non gli risparmiò tuttavia di assistere al ritorno di Milano nel 1815 sotto il dominio austriaco. Limitò i propri contatti con il governo austriaco occupante a cortesi rapporti epistolari, ma è significativo che, nel dicembre 1815, rifiutasse di ricevere a Bellagio il maresciallo austriaco Sommariva, adducendo banali scuse.
Morì il 16 gennaio 1816 nel suo palazzo di Milano di via Manin n. 23. I giornali non riportarono la notizia per evitare dimostrazioni anti-austriache mentre era in città l'imperatore. I funerali, fastosi, si svolsero il 28 marzo. La salma venne tumulata nella cappella gentilizia della sua villa di Bellagio, sul lago di Como. Già il 16 gennaio, i suoi archivi vennero sigillati dalla polizia del governatore di Milano, conte Saurau, che il 22 li sequestrò per portarli a Vienna, da dove tornarono, incompleti, solo dopo la grande guerra.

## Ascendenza
|                                                                 |                                   |                                                                | Genitori |  |  | Nonni |  |  | Bisnonni                                   |  |  | Trisnonni                                 |  |
|                                                                 |                                   |                                                                | |  |  |       |  |  | Sforza Ludovico Melzi, VI conte di Magenta |  |  | Luigi Francesco Melzi, V conte di Magenta |  |
|                                                                 |                                   |                                                                | |  |  |       |  |  | Sforza Ludovico Melzi, VI conte di Magenta |  |  | Luigi Francesco Melzi, V conte di Magenta |  |
|                                                                 |                                   | Clara Legnani                                                  | |  |  |       |  |  | Sforza Ludovico Melzi, VI conte di Magenta |  |  |                                           |  |
| Francesco II Saverio Melzi, VII conte di Magenta                |                                   |                                                                | |  |  |       |  |  | Sforza Ludovico Melzi, VI conte di Magenta |  |  |                                           |  |
|                                                                 |                                   | Paola Rasini                                                   | Marcantonio Rasini, III conte di Castelnovetto, I principe di San Maurizio                                   |  |  |       |  |  |                                            |  |  |                                           |  |
|                                                                 |                                   | Paola Rasini                                                   | Marcantonio Rasini, III conte di Castelnovetto, I principe di San Maurizio                                   |  |  |       |  |  |                                            |  |  |                                           |  |
|                                                                 |                                   | Paola Rasini                                                   | Giulia Talenti Fiorenza                                                                                      |  |  |       |  |  |                                            |  |  |                                           |  |
| Gaspare Melzi, VIII conte di Magenta                            |                                   | Paola Rasini                                                   | |  |  |       |  |  |                                            |  |  |                                           |  |
|                                                                 |                                   | Gaspare Antonio Melzi di Torricella, II marchese di Torricella | Egidio Maria Melzi di Torricella, I marchese di Torricella                                                   |  |  |       |  |  |                                            |  |  |                                           |  |
|                                                                 |                                   | Gaspare Antonio Melzi di Torricella, II marchese di Torricella | Egidio Maria Melzi di Torricella, I marchese di Torricella                                                   |  |  |       |  |  |                                            |  |  |                                           |  |
|                                                                 |                                   | Gaspare Antonio Melzi di Torricella, II marchese di Torricella | Anna Ordoño de Rosales                                                                                       |  |  |       |  |  |                                            |  |  |                                           |  |
| Maria Anna Antonia Melzi di Torricella                          |                                   | Gaspare Antonio Melzi di Torricella, II marchese di Torricella | |  |  |       |  |  |                                            |  |  |                                           |  |
|                                                                 |                                   | Marianna Ferrario                                              | Pietro Antonio Ferrario                                                                                      |  |  |       |  |  |                                            |  |  |                                           |  |
|                                                                 |                                   | Marianna Ferrario                                              | Pietro Antonio Ferrario                                                                                      |  |  |       |  |  |                                            |  |  |                                           |  |
|                                                                 |                                   | Marianna Ferrario                                              | Antonia Bianchi                                                                                              |  |  |       |  |  |                                            |  |  |                                           |  |
| Francesco III Melzi d'Eryl, I duca di Lodi, IX conte di Magenta |                                   | Marianna Ferrario                                              | |  |  |       |  |  |                                            |  |  |                                           |  |
|                                                                 | Antonio de Eril, VI conte di Eryl | Juan Luis Lorenzo Vicentelo, conte di Cantillana               | |  |  |       |  |  |                                            |  |  |                                           |  |
|                                                                 | Antonio de Eril, VI conte di Eryl | Juan Luis Lorenzo Vicentelo, conte di Cantillana               | |  |  |       |  |  |                                            |  |  |                                           |  |
|                                                                 | Antonio de Eril, VI conte di Eryl | Margarita Teresa de Erill, V contessa di Eryl                  | |  |  |       |  |  |                                            |  |  |                                           |  |
| Francisco de Eryl, VII conte di Eryl                            | Antonio de Eril, VI conte di Eryl |                                                                | |  |  |       |  |  |                                            |  |  |                                           |  |
|                                                                 |                                   | Josefa de Moncayo y Fernandez de Heredia                       | Josef de Moncayo Altarriva y Arborea, I marchese di Coscojuela                                               |  |  |       |  |  |                                            |  |  |                                           |  |
|                                                                 |                                   | Josefa de Moncayo y Fernandez de Heredia                       | Josef de Moncayo Altarriva y Arborea, I marchese di Coscojuela                                               |  |  |       |  |  |                                            |  |  |                                           |  |
|                                                                 |                                   | Josefa de Moncayo y Fernandez de Heredia                       | Teresa Fernández de Heredia                                                                                  |  |  |       |  |  |                                            |  |  |                                           |  |
| Maria Teresa d'Eryl                                             |                                   | Josefa de Moncayo y Fernandez de Heredia                       | |  |  |       |  |  |                                            |  |  |                                           |  |
|                                                                 |                                   | Bartolomé Isidro de Moncayo Palafox, III marchese di Lazán     | Bernabé Rebolledo de Palafox, II marchese di Lazán                                                           |  |  |       |  |  |                                            |  |  |                                           |  |
|                                                                 |                                   | Bartolomé Isidro de Moncayo Palafox, III marchese di Lazán     | Bernabé Rebolledo de Palafox, II marchese di Lazán                                                           |  |  |       |  |  |                                            |  |  |                                           |  |
|                                                                 |                                   | Bartolomé Isidro de Moncayo Palafox, III marchese di Lazán     | Jerónima Bardaxí Jordán de Urríes Bermúdez de Castro Gurrea de Aragón Martínez de Marcilla y Díez de Escorón |  |  |       |  |  |                                            |  |  |                                           |  |
| Maria Teresa del Pilar y Moncayo                                |                                   | Bartolomé Isidro de Moncayo Palafox, III marchese di Lazán     | |  |  |       |  |  |                                            |  |  |                                           |  |
|                                                                 |                                   | María Francisca Blanes y Calatayu                              | Francisco de Blanes Centelles Carroz, IX conte di Castillo de Centelles                                      |  |  |       |  |  |                                            |  |  |                                           |  |
|                                                                 |                                   | María Francisca Blanes y Calatayu                              | Francisco de Blanes Centelles Carroz, IX conte di Castillo de Centelles                                      |  |  |       |  |  |                                            |  |  |                                           |  |
|                                                                 |                                   | María Francisca Blanes y Calatayu                              | Ana María de Calatayud                                                                                       |  |  |       |  |  |                                            |  |  |                                           |  |
|                                                                 |                                   | María Francisca Blanes y Calatayu                              | |  |  |       |  |  |                                            |  |  |                                           |  |